# Umar Al-Qadri
Umar al-Qadri é um estudioso islâmico sunita e xeque baseado na Irlanda, nascido em uma família acadêmica muçulmana sunita de origem paquistanesa. Seu pai é o estudioso muçulmano sunita Maulana Mehr Ali Qadri, que chegou no final da década de 1970 em Haia, na Holanda, para servir como imã. Qadri também é o presidente do Irish Muslim Peace & Integration Council, um órgão muçulmano representativo nacional com presença em Dublin, Cork, Athlone, Portlaoise e Belfast.